# 凹瓣苣苔
凹瓣苣苔（学名：Ancylostemon aureus），为苦苣苔科直瓣苣苔属下的一个植物变种。